# Hemibarbus brevipennus
Hemibarbus brevipennus är en fiskart som beskrevs av Yue, 1995. Hemibarbus brevipennus ingår i släktet Hemibarbus och familjen karpfiskar. Inga underarter finns listade i Catalogue of Life.